# كاثرين إيليزا ريتشاردسون
كاثرين إيليزا ريتشاردسون (بالإنجليزية: Catherine Eliza Richardson)‏ (25 نوفمبر 1777 في المملكة المتحدة - 9 أكتوبر 1853 في المملكة المتحدة)؛ كاتِبة وشاعرة بريطانية.